# هاروکا کیتاگوچی
هاروکا کیتاگوچی (انگلیسی: Haruka Kitaguchi؛ زادهٔ ۱۶ مارس ۱۹۹۸) پرتاب‌گر نیزه زن اهل ژاپن است.
وی در مسابقات کشوری و بین‌المللی در مجموع برندهٔ ۱ مدال طلا شده است.